# Бистар
Бистар (серб. Бистар, болг. Бистър) — населённый пункт в общине Босилеград Пчиньского округа Сербии.

## Население
Согласно переписи населения 2002 года, в селе проживало 174 человека (123 болгарина, 33 серба и другие).
| Численность населения | Численность населения | Численность населения | Численность населения | Численность населения | Численность населения | Численность населения | Численность населения |
| 1948                  | 1953                  | 1961                  | 1971                  | 1981                  | 1991                  | 2002                  | 2011                  |
| --------------------- | --------------------- | --------------------- | --------------------- | --------------------- | --------------------- | --------------------- | --------------------- |
| 432                   | 461                   | 417                   | 375                   | 333                   | 226                   | 174                   | 107                   |

## Религия
Согласно церковно-административному делению Сербской православной церкви, село относится к Босилеградскому архиерейскомку наместничеству Враньской епархии. В селе расположен Храм Святого апостола Филиппа, построенный в 1880 году.